# Pablo Wunderlich
Pablo Wunderlich Piderit (enero de 1925-30 de mayo de 2020 (Viña del Mar)) fue un marino chileno, el cual se desempeñó en la Infantería de Marina, durante su carrera se vio involucrado en tres crisis limítrofes con Argentina en las que se llegó a la paz a través de la diplomacia. Durante su vida aportó con sus declaraciones en varias obras en la que su testimonio quedó plasmado en diferentes documentales, entre los que destacan "El año que vivimos en peligro" y el libro "Los soldados del mar en acción: la Infantería de Marina y la defensa de la soberanía austral" y en el artículo "El Incidente del Islote Snipe y el desarrollo de la Infantería de marina" publicado en Revista de Marina.

## Biografía
Recién graduado de Guardiamarina en 1947 fue parte de la tripulación del Crucero Errazúriz, que tenía como objetivo repatriar a chilenos que vivían en Alemania tras la Segunda Guerra Mundial, hecho que lo marcó profundamente al ver las consecuencias del mencionado conflicto militar.
Como oficial se desempeñó en la especialidad de Defensa de Costa, siendo parte de una de las primeras generaciones en forjar el renacimiento del arma de proyección anfibia en la década de 1950, estando al mando de la compañía de Infantería de Marina Reforzada que viajó desde Talcahuano al Canal Beagle, ante la invasión argentina al Islote Snipe en 1958, hecho que fue clave para acelerar una serie de cambios y perspectivas estratégicas a nivel nacional.
Durante la jornada del 14 de agosto de 1958, Wunderlich como Teniente recibió, de parte del Comandante en Jefe de la Segunda Zona Naval, la siguiente orden: “embarcarse en las fragatas Baquedano y Covadonga, desembarcar en el islote Snipe y desalojar a los argentinos.”, Las fragatas Baquedano* y Covadonga atracaron al Molo 500 alrededor de las 20.00 horas del día 14 de agosto, provenientes desde Valparaíso, para embarcar a la sección IM reforzada, con su material y equipo. Además debía montar cada buque un cañón de 120/50 mm a proa.
Terminadas las operaciones de montaje de la artillería y embarcada la mitad de la sección IM con el Teniente 2° DC Hermann Schuster Gómez con su correspondiente material y munición, zarpó primero la fragata Baquedano* al mando del capitán de fragata Quintilio Rivera Marnheim. Aproximadamente dos horas más tarde, zarpó la fragata Covadonga al mando del capitán de fragata René Román Schirmer, buque en el cual iba embarcado el teniente 1° Pablo Wunderlich, por ser esta fragata el buque jefe de esta división. Finalmente en un acuerdo diplomático el gobierno argentino reconoció el islote en el tratado de paz y amistad entre Argentina y Chile. Sin antes ser ocupada militarmente por Chile en el contexto del Conflicto del Beagle.
En 1965 participó en la crisis de Laguna del Desierto, realizando reconocimientos ante una eventual acción bélica por parte de Argentina. En 1973 fue parte del equipo de observadores de Naciones Unidas en Medio Oriente, siendo testigo de la guerra de Yom Kipur, así como de una serie de tensiones en la zona durante su periodo.
En 1978, ante la nueva tensión diplomática con Argentina a causa del Laudo Arbitral de 1977 que ratificaba la soberanía chilena de las Islas Picton, Nueva y Lennox, fue destinado a la organización de la Brigada de Infantería de Marina en el Subteatro de Operaciones Beagle-Nassau, al mando de más de 4 mil hombres. Para muchos especialistas esto conllevó uno de los esfuerzos estratégicos y tácticos más importantes en la historia de la Infantería de Marina, siendo una fuerza de disuasión y acción desequilibrante en el Teatro de Operaciones Austral Conjunto.
Alcanzó el grado de contraalmirante, siendo comandante general del Cuerpo de Infantería de Marina entre 1981 a 1984, tras su retiro de la institución fue intendente de la Región de Valparaíso y posteriormente embajador de Chile en Austria.
Después de tres décadas de los acontecimientos de la Crisis del Canal Beagle, se nombró una isla al sur de Puerto Toro con su apellido el cual fue un homenaje en vida a uno de los líderes más importantes que han marcado el devenir de la historia naval de Chile en el siglo XX.
Padre de ocho hijos, de los cuales dos sirvieron en la Armada como oficiales Infantes de Marina. Walter Wunderlich Zamora, que alcanzó el grado de Contraalmirante IM y Christian Wunderlich Zamora, que llegó al grado de Capitán de Navío IM. A su vez, Walter es padre de un oficial IM en servio activo, el Capitán de Fragata Hermann Wunderlich Cruz.